# If I Were a Rich Man
If I Were a Rich Man (pol. „Gdybym był bogaczem”) – piosenka z musicalu Skrzypek na dachu (1964), napisana przez Sheldona Harnicka (tekst) i Jerry’ego Bocka (muzyka). Wykonuje ją Tewje, główny bohater utworu (na deskach londyńskiego teatru West End i w adaptacji filmowej rolę tę odtwarzał Chaim Topol).
W piosence Tewje zastanawia się, jak wyglądałoby jego życie, gdyby Bóg obdarzył go "małym majątkiem" i sławą z nim związanym. Utwór został skomponowany dla basu lub bas-barytonu.
Piosenka była wielokrotnie wykonywana w nowych aranżacjach przez różnych artystów, m.in. amerykańską piosenkarkę Gwen Stefani, która nagrała swoją wersję pod zmienionym tytułem, „Rich Girl”. Utwór znalazł się na albumie Love. Angel. Music. Baby. (2004).